# Episodi de Il Principe - Un amore impossibile (prima stagione)
La prima stagione de Il Principe - Un amore impossibile è andata in onda dal 4 febbraio al 6 maggio 2014.
In Italia è andata in onda dal 5 settembre 2014, per un totale di 9 puntate di circa 110 minuti, contro le originali 13 puntate di 75 minuti. 
| nº | Titolo originale            | Titolo italiano          | Prima TV Spagna  | Prima TV Italia        |
| -- | --------------------------- | ------------------------ | ---------------- | ---------------------- |
| 1  | Bienvenido a El Principe    | Benvenuto a El Principe  | 4 febbraio 2014  | 5 settembre 2014       |
| 2  | Agua Salada                 | Acqua salata             | 11 febbraio 2014 | 5 e 12 settembre 2014  |
| 3  | Confia en mi                | Fidati di me             | 18 febbraio 2014 | 12 settembre 2014      |
| 4  | Haz lo que tengas que hacer | Fai quello che devi fare | 25 febbraio 2014 | 19 settembre 2014      |
| 5  | Circular 50                 | Circolare 50             | 4 marzo 2014     | 19 settembre 2014      |
| 6  | El Escorpion                | Lo scorpione             | 11 marzo 2014    | 19 e 26 settembre 2014 |
| 7  | En el filo de la navaja     | Sul filo del rasoio      | 18 marzo 2014    | 26 settembre 2014      |
| 8  | Pasar al otro lado          | Dall'altra parte         | 25 marzo 2014    | 26 settembre 2014      |
| 9  | La Noche mas larga          | La notte più lunga       | 1 aprile 2014    | 3 ottobre 2014         |
| 10 | El elegido                  | Il prescelto             | 8 aprile 2014    | 10 ottobre 2014        |
| 11 | Enemigos y complices        | Nemici e complici        | 22 aprile 2014   | 17 ottobre 2014        |
| 12 | Lineas paralelas            | Linee parallele          | 29 aprile 2014   | 24 ottobre 2014        |
| 13 | Fe ciega                    | Fede cieca               | 6 maggio 2014    | 31 ottobre 2014        |